# Оселье (Калужская область)
Оселье — деревня в Спас-Деменском районе Калужской области России. Входит в состав сельского поселения «Село Павлиново».

## Население
| 2002 | 2007 | 2010 |
| ---- | ---- | ---- |
| 6    | ↗7   | ↘6   |

В деревне одна улица — Лесная.

## История
Деревня Оселье основана в примерно в 1905—1910 годах.
Во время Великой Отечественной войны деревня была оккупирована немецко-фашистскими войсками и освобождена 13 августа 1943 года 87-м гвардейским полком. Войны Советской армии, погибшие при освобождении Оселья, а также умершие в нём от полученных ран, похоронены в братских могилах, у которых возведён мемориальный комплекс «Гнездиловская высота» (д. Гнездилово, Спас-Деменский район, Калужская область).

## География
Деревню огибает с северной стороны железная дорога Смоленск — Фаянсовая. С юго-восточной — река Грохот. С северо-западной и северо-восточной — берёзовые леса.
Имеет живописный ландшафт, лесные пейзажи. Все территории, которые не окашиваются, зарастают лесным массивом, в частности березняком.
В самый расцвет насчитывалось чуть более 30 домов. Деревню огибает река Грохот, которая впадает в Угру.
Вокруг обилие лесного массива, заповедные зоны с дикими животными. Сообщения с ближайшими населёнными пунктами пешим ходом. Переезд и дорога закрыты в 1990 г. из-за близости с другими переездами. Так было прервано наземное автосообщение с внешним миром.
Дома срублены из бревен по старым технологиям.
Местность болотистая. Деревня электрифицирована.
Приблизительное расстояние до ближайших пунктов: Павлиново — чуть более 2 км. Клюшки — чуть более 3 км. Ново-Успенск — чуть более 7 км. Березово — около 2 км через реку. Связь со всеми ближайшими населёнными пунктами лесными тропами.
Образовательные учреждения в деревне отсутствуют, территориально она отнесена к средней общеобразовательной школе № 2 города Спас-Деменска.